# Anita Brenner
Anita Brenner (Aguascalientes, Mèxic, 13 d'agost de 1905 – Ojuelos de Jalisco, Mèxic, 1 de desembre de 1974) va ser una antropòloga, historiadora, periodista i autora mexicana, escriptora de literatura infantil i juvenil i de llibres sobre art mexicà i d'història.